# Märkisches Walzwerk
Das Märkische Walzwerk war in der Zeit des Nationalsozialismus ein bedeutendes Tochterunternehmen der Fritz Werner Werkzeugmaschinen AG in Strausberg, das hauptsächlich Munition und Munitionsteile für das Heereswaffenamt herstellte.

## Industrielles Umfeld
Das Industrie- und Gewerbegebiet an der Hegermühlenstraße wurde Mitte der 1930er Jahre im Zuge der Aufrüstung der Wehrmacht an der vorhandenen Kleinbahnstrecke Strausberger Eisenbahn ausgebaut. Hier entstand neben der damaligen Schuhfabrik Diamant das Märkische Walzwerk und weiter südlich das Flugzeugreparaturwerk für Leichtflugzeuge Alfred Friedrich. Im Berliner Raum war ein großer Instandsetzungsbedarf für Schul- und Sportflugzeuge entstanden. Am Ende der Hegermühlenstraße wurde dafür das stillgelegte Elektrizitäts- und Wasserwerk erworben. Im Krieg wurden Flugzeuge der Luftwaffe, darunter die Strahlenflugzeuge Me 163, instand gesetzt. Der Werksflugplatz befand sich auf einem 500 m langen Acker im Norden Strausbergs, wo in Nachbarschaft des Fliegerhorstes die Endmontagehalle entstand – (sozusagen die Gründungszelle des heutigen Flugplatze, bitte streichen, stimmt nicht). Die Havarie-Flugzeuge kamen per Strausberger Eisenbahn an, wurden unter Aufsicht des Reichsluftfahrtministeriums zerlegt, wieder zusammengesetzt, Rumpf und Tragflächen getrennt per LKW zur Endmontagehalle gefahren, montiert und eingeflogen. Hier diente von April 1941 bis 1944 Beate Uhse, die unter dem Spitznamen „Schlosser-Max“ etwa 700 Flüge als sogenannte Einfliegerin absolvierte.

## Produktion
Unter dem Tarnnamen Märkisches Walzwerk GmbH wurde in diesem wachsenden Industriegebiet 1934 die Munitionsfabrik der Fritz Werner Werkzeugmaschinen AG errichtet. Am Anfang gab die Fabrik 50 Menschen Arbeit, wurde aber in den folgenden Jahren mit 3220 Arbeitskräften (Mai 1944) zur größten Fabrik Strausbergs. Die Fabrik wurde im Volksmund „die Walze“ genannt.
Der Betrieb produzierte vor allem Patronen des Kalibers 7,9 mm und Munitionsteile (für Handfeuerwaffen streichen, Flak ist keine Handfeuerwaffe, auch Bordmaschinewaffen nicht) bis zu 2 cm und wurde zur Erprobung neuer Materialien und Technologien zur Patronenproduktion genutzt. Außerdem diente das Werk der Langzeit-Erprobung von Munitionsmaschinen, die die Muttergesellschaft in Berlin herstellte.

## Zwangsarbeit im Märkischen Walzwerk
1940 begann im Märkischen Walzwerk der Einsatz von Zwangsarbeitern aus ganz Europa. Um 1944 waren es etwa 1.532 Zwangsarbeiter und Kriegsgefangene, die dort arbeiten mussten. Im Vergleich zu zwei anderen großen Werken der Muttergesellschaft lag der Anteil an Zwangsarbeiter und Kriegsgefangene an der Gesamtbelegschaft mit 85 % sehr hoch (deutsche Arbeiter und Angestellte: 1788, Zwangsarbeiter: 1142, Kriegsgefangene: 390).
Der Geschäftsführer des Märkischen Walzwerks, Fritz Wommelsdorf, äußerte sich 1943 in einer Studie des Reichsministerium für Bewaffnung und Munition zur Arbeit der „Ostarbeiter“. Er hielt dort fest, dass die damals so genannten Ostarbeiter am besten in der Massenproduktion, als Lagerarbeiter, als Montagearbeiter, als Gießereiarbeiter oder Hilfseinrichter einzusetzen seien. Selbst Ingenieure unter den Kriegsgefangenen würden es „nur auf eine mittelmäßige Leistung bringen“.
Eine Besonderheit der Zwangsarbeit im Märkischen Walzwerk war die von Fritz Wommelsdorf so genannte „kostenlose Nacharbeit“ zur Disziplinierung der Ostarbeiter. Scheinbar wirtschaftlich rational hielt der Direktor in der Studie fest, Essensentzug solle reduziert eingesetzt werden, um die Arbeitskraft nicht unnötig zu vermindern. Gleichzeitig trat er für einen strengen Einsatz von Strafe ein.
Zwangsarbeit war in Strausberg nicht auf das Märkische Walzwerk beschränkt, auch der Luftwaffen-Fliegerhorst hatte 1944 für Hilfsarbeiten 139 Zwangsarbeiter. Die Strausberger Stadtwerke hatten 13 Zwangsarbeiter.
Heute befindet sich in der Nähe der ehemaligen Fabrik eine im Jahr 2002 errichtete Gedenktafel, auf der der Opfer der Zwangsarbeit gedacht wird. Im Heimatmuseum kann der Briefwechsel des ehemaligen niederländischen Zwangsarbeiters Pieter Flanderhijn mit einem Strausberger Schüler nachgelesen werden.

## KZ Außenstelle
Die Ausweitung der Produktion in der Munitionsfabrik führte ab Herbst 1944 zum Einsatz von etwa 150 weiblichen Häftlingen aus dem KZ Ravensbrück, die in einer abgeschotteten Abteilung im Hauptgebäude der ehemaligen Schuhfabrik untergebracht wurden und Patronen für das Sturmgewehr produzierten.

## Demontage nach 1945
Am 19. und 20. April 1945 flohen die meisten Bewohner aus Strausberg. Grund dafür waren Bombenangriffe und Artilleriebeschuss. Am 21. April 1945 rückte das 32. Schützenkorps der Roten Armee in Strausberg ein. Bis Juli 1945 kehrten die meisten der geflohenen Bürger zurück.
Die Munitionsfabrik arbeitete bis zum 19. April 1945 und wurde nach Kriegsende noch im selben Jahr von der Roten Armee demontiert. Nach dem Zweiten Weltkrieg unterhielten dort die sowjetischen Streitkräfte eine Versorgungsbasis der Luftstreitkräfte. Die Kaserne wurde beim Abzug der Truppen 1994 aufgegeben. Im Zuge der Konversion ist auf dem Gelände des ehemaligen Märkischen Walzwerkes eine Eigenheimsiedlung entstanden. Die am Gelände vorbeilaufende Nebenstrecke der Strausberger Eisenbahn wurde mangels Bedarf 2006 aufgegeben und zurückgebaut. In der Nähe des Kleinbahnhofes ist die „Deutschlandkurve“ als technisches Denkmal aufgebaut.